# (9631) Hubertreeves
(9631) Hubertreeves (désignation provisoire 1993 SL6) est un astéroïde de la ceinture principale découvert par l'astronome belge Eric Walter Elst le 17 septembre 1993 à l'observatoire de La Silla au Chili.

## Nom
En 1999, l'Union astronomique internationale a nommé l'astéroïde Hubertreeves en l'honneur d'Hubert Reeves. Ce dernier est le premier astrophysicien québécois à être honoré ainsi.[réf. nécessaire]

## Caractéristiques
On connait peu de choses de cet astéroïde. Son diamètre se situe entre 5 et 12 km et sa forme est probablement irrégulière. On sait aussi qu'il parcourt une orbite légèrement excentrique (e = 0,0666) située entre Mars et Jupiter (a = 2,83 ua) en 4,75 ans.